# 懷特黑德 (密西西比州)
懷特黑德（英語：Whitehead）是位於美國密西西比州塔拉哈奇縣的非建制地區。

## 地理
懷特黑德所處的海拔為高於海平面44米（即144英呎），而該地所採用的時區為UTC-6，即北美中部時區（CST）。同時該地設有夏令時間，為UTC-6調快一小時，即UTC-5（CDT）。